# Neuendorfer See (Unterspreewald)

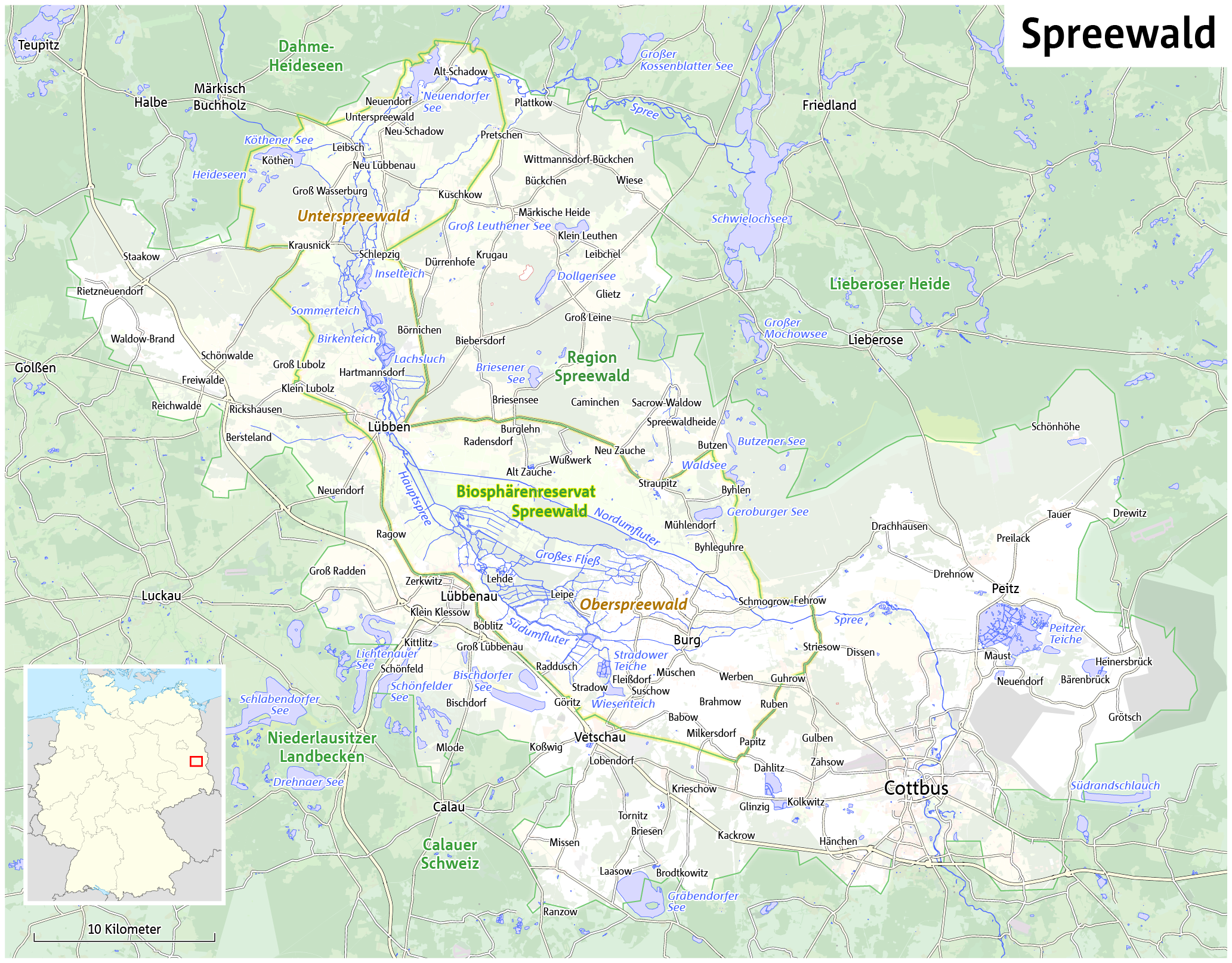
Lage des Neuendorfer Sees am Nordrand des Spreewalds

Der Neuendorfer See ist ein See im Unterspreewald in Brandenburg.
Der etwa 300 Hektar große See wird von der Spree durchflossen. Sie mündet in seinem südlichen Ende und fließt an der Ostseite, südlich von Alt-Schadow ab. Die durchschnittliche Wassertiefe des zum Biosphärenreservat Spreewald gehörenden Sees beträgt 2,8 Meter. Neben Alt-Schadow am Ostufer ist der namengebende Ort Neuendorf am See im Südwesten des Sees der einzige am See liegende Ort. Der See gehört zur Gemeinde Unterspreewald. Die Ufer sind flach und von vielen Buchten geprägt. In der Umgebung erstrecken sich größere Kiefernwälder. Der See ist durch Campingplätze touristisch erschlossen.
Der Neuendorfer See dient auch der Fischereiwirtschaft. Häufige im See vorkommende Fischarten sind Brasse und Rotauge. Auch Aal, Döbel, Graskarpfen, Güster, Hecht, Karausche, Karpfen, Quappe, Rapfen, Rotfeder, Schleie, Ukelei, Wels und Zander kommen vor.